# Суеверное поведение
Суеверное поведение (англ. superstitious behavior) — поведение, обусловленное суеверием, при котором случайные события объясняются неслучайными причинами, а подопытные (люди или другие животные) действуют на основе выделенных причин. Иными словами, это поведение, которое возникает и поддерживается в результате случайного подкрепления, которое фактически с ним не согласуется.

## История и теоретическая основа понятия
Термин был введён Берресом Фредериком Скиннером в начале XX века. Скиннер понял, что в основе суеверий лежит такое важное психологическое явление, как оперантное обусловливание.
В основе суеверного поведения лежит задача сознания разрешать противоречия и действовать на основе определённых ожиданий. Случайность же разрушает наши ожидания, поскольку не может быть предсказано. Сознание стремится найти детерминистическое объяснение случайным событиям; именно поэтому нам свойственно приписывать случайному выбору статус закономерного. Отсюда следует важный принцип работы сознания: случайные события воспринимаются как закономерные — люди принципиально испытывают неприятие к случайностям.

## Эксперименты
Эксперименты на суеверное поведение
В начале XX века Скиннер проводил эксперименты с голубями, используя ящик Скиннера (ящик, который изобрел Скиннер, где мог спокойно находиться голубь и куда периодически поступал корм).
Во время эксперимента голодного голубя помещали в клетку. Через одинаковые промежутки времени ему выдавалась порция еды — то есть подкрепление не было как-либо связано с поведением голубя. Однако через некоторое время голубь начинал выполнять какое-то действие, которое он по чистой случайности совершал перед появлением корма. Один из голубей махал крылом, другой ходил по кругу, ещё один тыкал клювом в один из верхних углов ящика — в ожидании, что корм выдаётся как награда за выполнение некоего действия, голуби стали повторять то действие, которое, как они считали, вызывало подкрепление.
В эксперименте участвовало 8 голубей, и 6 из них проявляли определённые поведенческие акты, предполагая, что подкрепление является следствием их поведения. В реальности же такой связи не было (еда подавалась автоматически каждые 15 секунд).
Когда экспериментаторы перестали подавать подкрепление, голуби продолжили вести себя, как и прежде, то есть их реакция не пропадала.
Эти голуби демонстрировали суеверное поведение, связав два события случайным образом: своё поведение, предшествующее подкреплению и само подкрепление, которое в реальности появлялось независимо от их действий.
Эксперименты на людях
Альфред Брунер и Самюэль Ревуски в 60-х годах прошлого столетия провели схожий эксперимент на четырёх подростках. Учёные сообщили им, что есть четыре клавиши с номерами 1, 2, 3 и 4, и если нажать клавиши в правильной последовательности, раздастся звук. В реальности же звук появлялся через 10 секунд после нажатия клавиши 3. То есть реальная связь была в том, что подкрепление было связано только с нажатием определённой клавиши. Но никто из испытуемых не заметил этого, поскольку они ожидали, что это будет определённая последовательность нажатия клавиш. Все подростки продемонстрировали очень сложные паттерны. Они, как и голуби Скиннера, сформировали суеверное поведение. Подростки так же верили, что определённая последовательность их действий, связана с подкреплением. Хотя на самом деле не существовало никакой реальной связи между этими событиями.

## Критика
Койчи Оно
Профессор психологии Койчи Оно, также изучающий суеверное поведение в своей работе «Суеверное поведение у людей», опубликованной в 1987 году, выяснил, что только 3 из 20 испытуемых выработали суеверное поведение в ходе эксперимента с подкреплением, в котором испытуемых студентов не просили специально выполнять какие-то действия для достижения суеверного поведения. Таким образом становится понятно, что суеверное поведение Скиннера не является последовательным результатом воздействия на людей подкрепления.
«Методологическая критика исследования „суеверного“ поведения»
В работе «Методологическая критика исследования „суеверного“ поведения», написанной Хэнком Дэвисом, Джеймсом Хаббардом и Дугласом Ребергом, исследуется методология экспериментов, изучающих суеверное поведение. Ученые приходят к выводу, что наиболее показательными являются эксперименты, в которых испытуемым не говорят, о том, что необходимо создать определённый паттерн для получения подкрепления. Наиболее объективными могут быть исследования, где у испытуемых нет никаких предварительных предположений о том, что для получения подкрепления нужно вообще что-либо делать и в результате которых они сами должны развить определённые паттерны или не развить их.